# Manfred Junker
Manfred Junker (* 1969 in Leutkirch im Allgäu) ist ein deutscher Jazzmusiker (Gitarre, Komposition).

## Leben und Wirken
Junker spielt seit dem 12. Lebensjahr Gitarre und erhielt zunächst klassischen Gitarrenunterricht. Als Jugendlicher spielte er zunächst  in Rockbands. Mit 16 Jahren begann er sich für Jazz zu interessieren und gründete ein Jazzduo mit dem damaligen Lehrer, mit dem es zu ersten Konzerte kam. Nach einem Workshop mit Frank Sikora studierte er zwischen 1991 und 1995 an der Jazzschule St. Gallen bei Peter Eigenmann. Mit einem Stipendium führte er sein Studium am Berklee College of Music in Boston bei Hal Crook, Ed Tomassi, Rick Peckham und Jim Kelly weiter, wo er 1996 mit „summa cum laude“ absolvierte.
Zurück in Deutschland zog Junker nach Konstanz, gründete eigene Gruppen und unterrichtet seither in der Schweiz. In unterschiedlichen Konstellationen (solo, im Duo mit Jens Loh, Dani Solimine, German Klaiber oder John Stowell, im Trio und Quartett mit Carlo Schöb, Reto Suhner, Patrick Manzecchi oder Matthias Daneck) veröffentlichte er 14 Alben, zuletzt 2021 Guitarists Only. Daneben spielte er auch in der Jam Factory Bigband unter Leitung von Peter Herbolzheimer.